# Joël Dicker
Pour les articles homonymes, voir Dicker.
Œuvres principales
- La Vérité sur l'affaire Harry Quebert (roman, 2012)
- Les Derniers Jours de Nos Pères (roman, 2012)
- Le Livre des Baltimore (roman, 2015)
- La Disparition de Stephanie Mailer (roman, 2018)
- L'Énigme de la chambre 622 (roman, 2020)
- L'Affaire Alaska Sanders  (roman, 2022)

Joël Dicker, né le 16 juin 1985 à Genève, est un écrivain suisse romand.

## Biographie
Joël Dicker naît le 16 juin 1985 à Genève. Il est le fils d'une libraire genevoise et d'un professeur de français. Il est l'arrière-petit-fils de l'homme politique Jacques Dicker. Jean Halpérin est son grand-oncle. 
À l’âge de dix ans, il fonde La Gazette des animaux, une revue sur la nature qu’il dirige pendant sept ans ; cela lui vaut de recevoir le prix Cunéo pour la protection de la nature et d’être désigné « plus jeune rédacteur en chef de Suisse » par la Tribune de Genève.
Il suit sa scolarité à Genève, entre autres au collège Madame de Staël, puis à Paris au cours Florent pendant un an, et revient en Suisse étudier le droit à l’Université de Genève, d’où il sort diplômé en 2010. Il est attaché parlementaire au Parlement suisse.
Joël Dicker écrit ses premiers textes. Une première nouvelle de trente-trois pages, Le Tigre, est remarquée en 2005 dans le cadre du Prix international des jeunes auteurs destiné aux 15–20 ans à Lausanne, et publiée dans le recueil des lauréats aux éditions de l’Hèbe.
En 2010, il reçoit le Prix des écrivains genevois pour son premier roman Les Derniers Jours de nos pères.
Dicker publie un deuxième roman, La Vérité sur l'affaire Harry Quebert en septembre 2012 ; l'ouvrage est traduit en 40 langues et vendu à 5 millions d’exemplaires à travers le monde ; il est récompensé en France par le prix de la Vocation de la Fondation Bleustein-Blanchet, du grand prix du roman de l'Académie française et du prix Goncourt des lycéens. 
En 2015 paraît Le Livre des Baltimore, le troisième roman puis, en mars 2018, le quatrième, La Disparition de Stephanie Mailer.
La Vérité sur l’Affaire Harry Quebert est adapté en série télévisée, diffusée sur TF1 le 21 novembre 2018. La série est produite par la MGM et réalisée par Jean-Jacques Annaud, avec Patrick Dempsey dans le rôle de Harry Quebert et Ben Schnetzer dans le rôle de Marcus Goldman. Dans une interview pour le journal Le Temps, Joël Dicker se dit très satisfait : « Annaud a mieux compris le livre que moi-même. C’est un bonheur de voir les pages vivre devant moi. » Steven Spielberg, également intéressé pour adapter le roman, s'était vu écarté faute de temps pour rencontrer Bernard de Fallois, l'éditeur de Joël Dicker. 
Début 2019, Joël Dicker reprend avec un ami d'enfance la chocolaterie Du Rhône, une enseigne emblématique de Genève.
En mai 2020 sort L'Énigme de la chambre 622 dont l'intrigue se déroule dans « sa » ville de Genève. C'est, selon Dicker, une façon de rendre hommage à la cité à laquelle sa famille appartient depuis plusieurs générations.
Le 1er janvier 2022 Joël Dicker quitte les éditions de Fallois pour créer sa propre maison. Les éditions de Fallois, de petite taille, cessent leur activité à la suite de ce départ, conformément au souhait de leur fondateur décédé trois ans plus tôt. En octobre 2021, il lance les Éditions Rosie & Wolfe, du prénom d'une femme, Rosina, qui l'initie au plaisir de la lecture et du nom de l'un de ses grands-pères qui lui a donné le goût de l'écriture,. La maison a pour devise : « Faire lire et écrire ». En 2022, il y publie son polar, L'Affaire Alaska Sanders.
Le 27 février 2024, il publie Un animal sauvage, un nouveau thriller qui se déroule dans sa ville natale de Genève. 
Le 4 mars 2025, il publie La Très Catastrophique Visite du zoo, un nouveau roman que l'auteur promet « un peu différent des autres », avec des thématiques sociales actuelles comme la démocratie, l'éducation inclusive ou les rapports parents-enseignants. Avec cet ouvrage, l'auteur quitte l'univers des meurtres et s'oriente vers le roman jeunesse. 

### Vie privée
Il est marié à Constance Dicker (née Goulakos) depuis juillet 2016. Ils ont un fils, né en 2019.
Il a pratiqué la boxe et aime les arts martiaux. Il fait occasionnellement du CrossFit.
Joueur de batterie, il a fondé le groupe Latinwood avec son ancien professeur Xavier Oberson.

## Publications
- 2005 : Le Tigre, nouvelle, éditions Hèbe
- 2010 : Les Derniers Jours de nos pères, Éditions de Fallois/L'Âge d'Homme Publié en livre audio lu par Hugues Boucher, Paris, 2015, éd. Audiolib, 2 disques compacts (durée : 12 h 53)  (ISBN 9782356419927).
- 2012 : La Vérité sur l'affaire Harry Quebert, Éditions de Fallois/L'Âge d'Homme ;
- mai 2014 : rééd. en format poche, éditions de Fallois/Poche Publié en livre audio lu par Thibault de Montalembert, Paris, 2013, éd. Audiolib, 2 disques compacts (durée : 21 h 15)  (ISBN 9782356415820) (BNF 43569278).
Grand prix du roman de l'Académie française.
Prix Goncourt des lycéens.
Prix Tulipe (2013 ; premier lauréat de ce prix de littérature française aux Pays-Bas).
Prix Segalen (2016).
Adaptation télévisuelle par Jean-Jacques Annaud en 2018.
- 2015 : Le Livre des Baltimore, éditions de Fallois[24]
- 2018 : La Disparition de Stephanie Mailer, éditions de Fallois[25]
- 2020 : L'Énigme de la chambre 622, éditions de Fallois  (ISBN 979-10-321-0238-1)[26]
- 2022 : L’Affaire Alaska Sanders, éditions Rosie et Wolfe  (ISBN 9782889730001)C’est le 2e livre le plus vendu en France en 2022 (432 000 exemplaires)[27],[28].
- 2024 : Un animal sauvage, editions Rosie et Wolfe
- 2025 : La Très Catastrophique Visite du zoo, éditions Rosie et Wolfe